# Помона
Помона (лат. Pōmōna) је у римској митологији богиња плодног дрвећа, нарочито воћака и вртова. Осим што је богиња, такође је и нимфа дрвећа - дријада. Атрибути су јој плодови воћа и воћарски нож. Помона никад није била повезана са неком грчком богињом, мада је слична Деметри, па се због тога сматра искључиво римским божанством.

## Етимологија
Помонино име потиче од латинске речи pomum – "воће". Могуће је да је постојало старо италско божанство мушког пола које се звало Помунус и било идентично Вертумну.

## Митологија
Према Овидијевим Метаморфозама, Помона је била лепа дријада која је живела у Лацију за време владавине краља Прока. Бринула се о воћкама, заливала их, орезивала и калемила. Никада није осетила потребу за љубављу, напротив, њен воћњак је заокупљао сву њену пажњу и чинио је срећном. Када су најпре полубогови Силван, а потом Пик покушали да је освоје, оградила је воћњак високом оградом како би се заштитила од њихових грубих насртаја на њену чедност. И многи сатири су покушавали да је освоје, затим Пан и Силен, али нико није успео. Одбила је и Вертумна мада је он волео више од других. Настојећи да је заведе, он се прерушавао у жетеоца, вртлара, орача, ратника и рибара. На крају се преобразио у погурену старицу да би јој пришао. Дивио се њеном воћу и успео да је пољуби неколико пута. Затим је сео на траву и посматрао грање дрвећа отежало од јесењих плодова. Насупрот њима био је брест обавијен виновом лозом и зрелим гроздовима. Рекао јој је да брест ништа не би вредео да нема грожђа на њему, а лоза би пала на земљу да нема чврстог брестовог стабла и не би могла да роди, и да то треба да јој буде упозорење - да не треба да буде сама. Онда је, и даље у лику старице, посаветовао да од свих удварача - богова и полубогова који су сви склони неверству, изабере Вертумна јер му је она прва и последња љубав, а осим тога је млад и привлачан и може да мења облик кад год зажели. Уз то се обоје баве воћарством. На крају је замолио да има самилости према њему, и да стрепи од осветољубивости богова, нарочито Венере, ако презре љубав. Пристала је да се уда за њега, али тек пошто се пред њом појавио у свом правом облику лепога младића.
Постоји и друга верзија мита о Помони која каже да је она била супруга краља Пика који је због ње одбио Киркину љубав.
И Помона и Вертумно су заштитници воћака и вртова. Као богиња плодности, Помона симболише изобиље. Посвећена јој је јабука. Плиније каже да Помона сматра да је воће довољно за храну, оно и јесте прва људска храна, а осим тога оно је прво управило човеков поглед ка небу, тј. у служби је побожности. Њен високи свештеник је називан фламен Помоналис. Празник Вертумна и Помоне славио се 13. августа. Имала је и свети гај посвећен њој, Помонал, надомак Остије.

## У уметности
У уметности се приказује као лепа млада жена са воћем, цвећем, рогом изобиља или воћарским ножем. Нарочито су чести прикази сцене са Вертумном из Метаморфоза. Између осталих, сликали су је Рубенс и Рембрант а вајали Марино Марини и Камиј Клодел.
У филмском серијалу Хари Потер по њој је названа професорка Спраут која предаје хербологију, науку о чаробним биљкама.
У роману Принц Каспијан од. К. С. Луиса накратко се помиње Помона.

## Занимљивости
По богињи Помони је назван астероид 32 Помона и венац око Венере.

## Галерија
- Помона, Франс Флорис,1564 - 1565.
- Вертумно и Помона, Рубенс, 1617-1619.
- Вертумно и Помона, Рубенс, 1636.
- Вертумно и Помона, Дејвид Тенијерс I, 1638.
- Вертумно и Помона, Франсоа Буше, 1740.
- Земља: Вертумно и Помона, Франсоа Буше, 1749.
- Вертумно и Помона, Ричард Хамилтон, 1789.